# IA Sud América
Institución Atlética Sud América, Sud América, är en fotbollsklubb i Montevideo, Uruguay. Klubben grundades 15 februari 1914, och spelar sina hemmamatcher på Parque Carlos Ángel Fossa. Laget spelar i ett orangea–svart matchställ, och fick smeknamnet buzones efter den orangea färgen på Montevideos brevlådor.